# Острів фантазій (телесеріал, 2021)
Острів фантазій (стилізований під FANTASY ISL∀ND  ) — американський фантастичний драматичний телесеріал, створений Елізабет Крафт і Сарою Фейн для Fox . Це продовження оригінального серіалу 1977 року. Прем’єра серіалу відбулася 10 серпня 2021 року, а за два дні до цього вийшов спеціальний пілотний випуск, «Ласкаво просимо на новий острів фантазій» в якому було показано процес знімання серіалу. 
У листопаді 2021 року серіал було продовжено на другий сезон, а 23 грудня 2021 року вийшов спеціальний різдвяний випуск.   Прем'єра другого сезону відбулась на 2 січня 2023 року. В травні 2023 року телесеріал було закрито після другого сезону.
Слоган серіалу: "Що цей острів може зробити для тебе?"

## Акторський склад і персонажі

### Основні герої
- Розелін Санчес в ролі Єлени Рорк, внучатої племінниці містера Рорка з оригінального серіалу. (господарка острова)
- Кіара Барнс у ролі Рубі Акуди.  [7]

### Герої другого плану
- Джон Габріель Родрікес — Хав'єр (пілот, та перевізник гостей на острів) [7]

### Запрошені гості
- Белламі Янг у ролі Крістін Коллінз [8] [9]
- Одетта Еннебл у ролі Дафни [10] [11]
- Дейв Еннебл у ролі Зева [10] [11]
- Дафна Зуніга в ролі Марго  [12]
- Джозі Біссет в ролі Камілли [13] [12]
- Лора Лейтон в ролі Нетті [13] [12]
- Леслі Джордан у ролі Джаспера [14]

## Епізоди

### Пілотний епізод (2021)
| Назва серії                          | Режисер(и)  | Сценарист(и) | Оригінальна дата показу | Глядачів U.S. (млн) |
| ------------------------------------ | ----------- | ------------ | ----------------------- | ------------------- |
| «Вітаємо на новому Острові Фантазій» | Анді Майерс | Браїн Кахх   | 8 серпня 2021           | 0.55                |

### 1 сезон (2021)
| № серії | Назва серії                                       | Режисер(и)          | Сценарист(и)                         | Оригінальна дата показу | Код серії | Глядачів U.S (млн) |
| ------- | ------------------------------------------------- | ------------------- | ------------------------------------ | ----------------------- | --------- | ------------------ |
| 1       | «Голодна Крістін / Мел любить Рубі»               | Adam Kane           | Шаблон:StoryTeleplay                 | 10 серпня 2021          | 101       | 2.05               |
| 2       | «Його та її / Готель Heartbreak»                  | Adam Kane           | Шаблон:StoryTeleplay                 | 17 серпня 2021          | 102       | 1.72               |
| 3       | «Квантова заплутаність»                           | Kimberly McCullough | Adria Lang                           | 24 серпня 2021          | 104       | 1.60               |
| 4       | «Одного разу в Гавані»                            | Laura Belsey        | Dailyn Rodriguez                     | 31 серпня 2021          | 103       | 1.58               |
| 5       | «Двічі в житті»                                   | Tara Miele          | Sono Patel                           | 7 вересня 2021          | 105       | 1.45               |
| 6       | «Велика п'ятірка О»                               | Diana Valentine     | Adria Lang Шаблон:StoryTeleplay      | 12 вересня 2021         | 107       | 2.03               |
| 7       | «Романтика і Броманс»                             | Laura Belsey        | Mary Angélica Molina & Adam Belanoff | 14 вересня 2021         | 106       | 1.24               |
| 8       | «Día de los Vivos (День живих)»                   | Rachel Raimist      | Adam Fierro                          | 19 вересня 2021         | 108       | 1.71               |
| 9       | «Ласкаво просимо до Снігової кулі, частина перша» | Steven Tsuchida     | Ben Edlund                           | 23 грудня 2021          | 109       | 1.81               |
| 10      | «Ласкаво просимо до Снігової кулі, частина друга» | Jude Weng           | Jane Espenson                        | 23 грудня 2021          | 110       | 1.81               |

## Виробництво

### Початок розробки
15 грудня 2020 року стало відомо, що Fox замовив сучасну адаптацію «Острова фантазій», створену Елізабет Крафт і Сарою Фейн .  8 вересня 2021 року було відомо, що ведуться перемови про продовження на другий сезон.  4 листопада 2021 року стало відомо що серіал продовжено на другий сезон. 

### Кастинг
21 квітня 2021 року Кіара Барнс отримала посійну роль, а Джон Габріель Родрікес отримав роль іншого плану.  27 квітня 2021 року Розелін Санчес отримала головну роль Єлени Рорк.  5 травня 2021 року було оголошено, що Белламі Янг з'явиться гостем шоу.  3 червня 2021 року було оголошено, що Дейв і Одетт Еннебл з'являться в шоу як гості.  16 липня 2021 року було оголошено, що зірки « Мелроуз Плейс » Лора Лейтон, Джозі Біссет і Дафна Зуніга з’являться в шоу як запрошені гості.  22 листопада 2021 року повідомили, що Родрікеса підвищили до головної ролі на другий сезон. 

### Зйомка
Зйомки проходили в Пуерто-Рико. 

## Реліз
Прем'єра «Острова фантазій» відбулася на каналі Fox 10 серпня 2021 року.  27 травня 2021 року Fox випустила перший офіційний трейлер серіалу.  8 серпня 2021 року, за два дні до прем’єри, відбулася прем’єра пілотного випуску під назвою «Ласкаво просимо на новий острів фантазій», у якому було показано процесс знімання серіалу.  Після продовження серіалу на другий сезон, було оголошено двогодинний святковий спецепізод під назвою «Ласкаво просимо до Снігової кулі». Епізод вийшов 23 грудня 2021 року.   Прем'єра другого сезону запланована на 31 травня 2022 року 

## Прийом

### Відгуки критиків
Веб-сайт агрегатор оглядів Rotten Tomatoes повідомляє щорейтинг схвалення 67% із середнім рейтингом 6,6/10 на основі 12 відгуків критиків. Metacritic, який використовує середне значення від критиків, присвоїв оцінку 62 зі 100 на основі 8 критиків, що вказує на «загалом схвальні відгуки». 